# 6358 Chertok
6358 Chertok è un asteroide della fascia principale. Scoperto nel 1977, presenta un'orbita caratterizzata da un semiasse maggiore pari a 2,6140530 UA e da un'eccentricità di 0,1607659, inclinata di 11,15802° rispetto all'eclittica.